# Moschelita
La moschelita es un mineral yoduro, por tanto de la clase de los minerales haluros. Fue descubierta recientemente en 1987 en una mina en la montaña Moschellandsberg cerca de la ciudad de Obermoschel, en el estado de Renania-Palatinado (Alemania), siendo nombrada así por el nombre del sitio donde se descubrió. Un sinónimo es su clave: IMA1987-038.

## Características químicas
Químicamente es un yoduro simple de mercurio, anhidro. Tiene mayor proporción de mercurio que la coccinita (HgI2), muy relacionado con este.

## Formación y yacimientos
Se encontró en un yacimiento de minerales del mercurio alojado en piedra arenisca, en donde se piensa que el yoduro podría haberse formado a partir de estratos de carbón que existen bajo estas areniscas.
Suele encontrarse asociado a otros minerales como: mercurio nativo, cinabrio, metacinabrio, calomelano, terlinguaíta, eglestonita, tetraedrita, malaquita, azurita, yeso, aragonito, lepidocrocita, óxidos de hierro o cuarzo.